# Federazione italiana dei lavoratori del legno, dell'edilizia, delle industrie affini ed estrattive
La  Federazione italiana dei lavoratori del legno, dell'edilizia, delle industrie affini ed estrattive (abbreviata in FILLEA) è l'associazione di categoria aderente alla Confederazione Generale Italiana del Lavoro (CGIL) che organizza i lavoratori dei seguenti settori e comparti produttivi: edilizia e affini, legno e arredamento; materiali da costruzione: cemento, calce e gesso, laterizi, manufatti in cemento; lapidei ed estrattivi.
La FILLEA fa parte della Federazione europea dei lavoratori edili e del legno (FETBB), che a sua volta aderisce alla Confederazione europea dei sindacati (CES).
L'attuale segretario generale è Alessandro Genovesi, eletto a luglio del 2016 e riconfermato nel 2018. Segretari nel passato sono stati Claudio Truffi e Carla Cantone.
Al 2016 la FILLEA-CFIL era il primo sindacato italiano nel settore delle costruzioni.
Un quadro simile si presentava anche un decennio prima: nel 2008, il 39.27% degli iscritti alla casse edili aveva sottoscritto una delega sindacale, di cui circa il 39% a favore della FILLEA e altrettanti per FILCA, mentre FeNEAL si attestava intorno a una quota pari al 20% di deleghe.
Al 2009 FILLEA risultava il primo sindacato in dieci regioni/province autonome: Liguria, Piemonte, Provincia autonoma di Bolzano, Abruzzo, Campania, Puglia, Calabria, Sicilia e Sardegna.

## Segretari generali
- 1946: Osvaldo Benci
- 1949: Otello Putinati
- 1952: Rinaldo Scheda
- 1958: Elio Capadaglio
- 1966: Claudio Cianca
- 1969: Claudio Truffi
- 1981: Annio Breschi
- 1985: Roberto Tonini
- 1992: Carla Cantone
- 2000: Franco Martini
- 2008: Walter Schiavella
- 2016: Alessandro Genovesi